# Vaszary László
Vaszary László (Hencse, 1876. január 18. – Budapest, 1944. március 14.) szobrászművész.

## Élete
Hároméves korában megsiketült, majd a váci siketnémák intézetében nevelkedett. Hálával gondolt vissza például Krenedits Ferencre és Pivár Ignácra. Az iskola elvégzése után is szorgalmasan fejlesztette szellemi tudását.
Krenedits igazgató buzdítására lett szobrász. Előbb faszobrászatot tanult, majd az Iparművészeti iskola elvégzése után Stróbl Alajos mesteriskolájába került, aki méltatta művészetét. Mellszobrokat, domborműveket és hősi emlékműveket is készített.

## Elismerései
- koronás ezüst érdemkereszt

## Művei
- 1909 Rimaszombat, Ferenczy István szobrász
- I. Ferenc király mellszobra
- Cházár András mellszobra